# Батуров, Борис Борисович
Борис Борисович Батуров (16 июня 1928) — советский и российский физик,  педагог, специалист в области ядерной энергетики, к.т.н., профессор. Ректор Московского института повышения квалификации Росатома, Заслуженный энергетик Российской Федерации.

## Биография
Родился 16 июня 1928 года. В 1952 году после окончания Московского инженерно-физического института по специальности инженер-физик, работал в Лаборатории «В». 26 июня 1954 года участвовал в пуске Первой в мире АЭС в качестве первого начальника смены.
С 1965 года переведён на должность начальника отдела и исполняющего обязанность начальника 16-го Главного управления МСМ СССР.
С 1970 года зам. директора НИКИЭТ имени Н. А. Доллежаля, одновременно преподавал в МИФИ. С 1978 года зам. генерального директора НПО Энергия, преобразованного впоследствии в ВНИИАЭС.
С 1984 года ректор, а с 1996 года профессор — МФ ЦИПК МСМ СССР/Росатома.